# 鏡音リン・レン
鏡音リン・レン（かがみねリン・レン）は、クリプトン・フューチャー・メディアが発売しているバーチャルシンガーソフトウェアとそのキャラクター。「ピアプロキャラクターズ」に属する。ブロンドヘアーが特徴的な14歳の少年少女で、女の子が「鏡音リン」、男の子が「鏡音レン」。

## 概要
クリプトン社のバーチャルシンガー。同社の初音ミクに続く「キャラクター・ボーカル・シリーズ」第2弾として、2007年12月27日にミクの大ヒットを受けて期待される中で発売。後述するように扱いが難しく当初は賛否両論だったが、後にそのポテンシャルの高さ・表現力の幅を示すような投稿作品が多数生まれ人気を呼んだ。
現在ではミク、巡音ルカ、MEIKO、KAITOと共に「ピアプロキャラクターズ」として名を連ねている。

## バーチャルシンガーソフトウェア
企画開発はクリプトン社の佐々木渉（wat）。
オリジナルCVは声優の下田麻美。女声の鏡音リンと男声の鏡音レンの2つのライブラリを収録しており、下田が一人二役を担当している。声質は初音ミクのハイトーンボイスに対し、思春期の男女の元気な声をイメージして作られた。
鏡音リン・レン（V2）
VOCALOID2エンジン対応ソフト。2007年12月27日に発売され、2008年7月までに約2万を出荷するなど大きな売り上げを記録。
ミクと比べてかなりクセが強く、ユーザーが扱いに苦戦し、DTMマガジンではtips（ヒント・アドバイス）をweb上で公開する事態となった。
鏡音リン・レン act2
2008年7月に「act2」と銘打ったV2版のライブラリアップデートが行われており、扱いが難しい旧バージョン（act1）と比較して、act2では音のつなぎ目部分を滑らかにしてノイズ成分を低減、旧verよりも簡単・的確に歌わせることができるようチューニングされた。一部に再録音した音声データも使用された。既存のユーザーにも無償配布という形で対応が行われた。旧バージョンからのアップデートでは新しくライブラリが1つずつ追加される形となり新旧のライブラリは共存できるため、新旧合わせて計4つのライブラリの使用が可能となった。
鏡音リン・レン・アペンド
2010年12月27日には発売された追加ライブラリ収録ソフトで、リン・レンにそれぞれ3つずつ（計6つ）追加されている。アペンドでは従来の元気な声に対し「陰影のつくような感情を感じる声」が志向されているという。なお『鏡音リン・レン・アペンド』を使用するには『鏡音リン・レン act2』がインストールされている必要があり、アペンドのみでは使用できない。追加ライブラリの内、リンとレンそれぞれに追加された「POWER」については、安定性重視のact2で失われたact1の特性が再現されたライブラリとなっている。
鏡音リン・レン V4X
VOCALOID4対応ソフト。2015年12月24日には英語版の対応ライブラリを収録した「鏡音リン・レン V4 ENGLISH」と日本語6種類の対応ライブラリを収録した「鏡音リン・レン V4X」、それに「鏡音リン・レン V4 ENGLISH」をバンドルした「鏡音リン・レン V4X バンドル」が発売。
ピアプロキャラクターズ・スーパーパック
ピアプロキャラクターズ全6名（初音ミク、鏡音リン、鏡音レン、巡音ルカ、MEIKO、KAITO）の日本語歌唱ライブラリ1種類ずつに新規チューニングを施して収録した商品。
2024年8月1日に「初音ミク NT」の新バージョン及び「初音ミクV6 AI」と共に発表され、同月30日にリリース。
ベースとなったのはV3からV4Xまでの「Original」で、より発音や声色の全体バランスが良くなるよう磨き込み、クリアネスやジェンダーファクターを始めとしたパラメータも効きが良く設定され、歌声を作り込むことも可能。過去作を所持しているユーザーによるクロスシンセシス使用での声色表現の拡張なども想定されている。
クリプトン社の新音声データベース（仮称）
クリプトン社が主催する「初音ミク マジカルミライ 2019」の新技術発表会にてミクの新データベース（後の「初音ミク NT」）の存在が発表されており、ミクをリファレンスとしてピアプロキャラクターズの他5体も随時調整する形になる事も言及された（こちらは上記のスーパーパックの可能性もある）。
「マジカルミライ 2024」のバーチャルシンガー製品関連ステージでは、ミクで得た知見を横に広げていくことが発表された。

## 公式設定
ピアプロキャラクターズの公式ポータルサイト「piapro.net」では、以下のような公式設定が公開されている。
- 鏡音リン
  - 性別：女性
  - 年齢：14歳
  - 身長：152cｍ
  - 体重：43kg
  - イメージカラー：オレンジ

- 鏡音レン
  - 性別：男性
  - 年齢：14歳
  - 身長：156cm
  - 体重：47kg
  - イメージカラー：イエロー

リンとレンの関係については、開発段階では双子の姉弟とする構想もあったが、創作の幅を狭めないようにする為に公式設定には採用されていない。発表時に「鏡に映ったもう1つの存在である」とアナウンスされているが、これも設定に採用されておらず、「鏡音」という苗字も「コードネームのようなもの」とされている。

### 音源プロフィール
以下の特性はあくまで目安であり実際は非常に広い範囲で歌えるとされている。
◆鏡音リン
| パッケージ                    | ライブラリ | 得意ジャンル                                           | 得意な曲のテンポ | 得意な音域 |
| ----------------------------- | ---------- | ------------------------------------------------------ | ---------------- | ---------- |
| 『鏡音リン・レン act2』       | Act2       | エレクトロ&ロック系ポップス/歌謡曲-演歌系ポップス      | 85-175BPM        | F♯3-C♯5    |
| 『鏡音リン・レン・アペンド』  | POWER      | ロック系全般、ポップス、ダンス、演歌                   | 65-170BPM        | F3-B4      |
| 『鏡音リン・レン・アペンド』  | WARM       | ソフトロック、バラード、ポップス、フォーク             | 60-160BPM        | F3-B4      |
| 『鏡音リン・レン・アペンド』  | SWEET      | ボサノバ、フレンチポップ、アンビエント、エレクトロニカ | 55-155BPM        | G3-C5      |
| 『鏡音リン・レン V4 ENGLISH』 | ENGLISH    | -                                                      | 55-155BPM        | G2-B3      |
| 『鏡音リン・レン V4X』        | POWER      | -                                                      | 50-170BPM        | F2-E4      |
| 『鏡音リン・レン V4X』        | WARM       | -                                                      | 50-160BPM        | F2-C4      |
| 『鏡音リン・レン V4X』        | SWEET      | -                                                      | 55-155BPM        | G2-D4      |

◆鏡音レン
| パッケージ                    | ライブラリ | 得意ジャンル                                             | 得意な曲のテンポ | 得意な音域 |
| ----------------------------- | ---------- | -------------------------------------------------------- | ---------------- | ---------- |
| 『鏡音リン・レン act2』       | Act2       | ダンス&ロック系ポップス/歌謡曲-演歌系ポップス            | 70-160BPM        | D3-C♯5     |
| 『鏡音リン・レン・アペンド』  | POWER      | ロック系全般、ポップス、ダンス、演歌                     | 65-170BPM        | A2-D4      |
| 『鏡音リン・レン・アペンド』  | COLD       | ソフトロック、ポップス、フォーク、バラード               | 60-160BPM        | B2-C4      |
| 『鏡音リン・レン・アペンド』  | SERIOUS    | ポストロック、サイケ、アンビエント〜ダブ、エレクトロニカ | 55-155BPM        | A2-C4      |
| 『鏡音リン・レン V4 ENGLISH』 | ENGLISH    | -                                                        | 55-155BPM        | E2-G♯3     |
| 『鏡音リン・レン V4X』        | POWER      | -                                                        | 60-170BPM        | D2-D4      |
| 『鏡音リン・レン V4X』        | COLD       | -                                                        | 60-160BPM        | E2-C4      |
| 『鏡音リン・レン V4X』        | SERIOUS    | -                                                        | 55-155BPM        | F2-C4      |

## 企画の成り立ち
「男女のボーカルを収録するアイデア」は開発の初期段階に一度断念され、女声の鏡音リンのみで開発が進められていたが、初音ミクの爆発的な売れ行きを見たクリプトン社は「得意なジャンルを変えるだけではインパクトに欠ける」と考えて男の子を加えるアイデアを再度採用、鏡音レンが同梱されることになった。
レンの存在はリンの公式発表の際にも明らかにされず、2007年12月3日にサプライズとして発表された。
また、ACT2へのアップデートの際にも2008年5月28日の音楽情報科学研究会での発表に先立ちクリプトンのホームページで従来バージョンの「鏡音リン・レン」の画像がめくれかかっているかのように表示し、アップデートを匂わせるという演出が行われている。

## デザイン
鏡音リン・鏡音レンのキャラクターデザインはイラストレーターのKEIによるもので、クリプトン社のオーダーにより黄色、シンセサイザーEOSの要素を織り込んでいる。
名称の由来については、苗字の「鏡音」は「鏡に反射する音」というイメージや「鏡に映ったもうひとりの異性としての自分」という意味から。名前は「リン」は元々マンガ『北斗の拳』の登場人物のリンから着想を得たもので、“鐘”、“鈴”などに置き換えられ「人々を呼ぶ者というイメージ」、「レン」は連なる存在として“連”。名前のラテン文字表記は「RIN」「LEN」で、ヘッドホンの左右を表す「LR」の意味も含められている。
リン・レンともに黄色の髪とエメラルドグリーンの瞳。ヘッドセットの色は初音ミクが黒色であるのに対し白色になっており、リンのほうには頭頂部にあたる部分にリボン風の飾りがある。服装は上衣が白地に黒襟のセーラー服で、リンは袖なしで黄色のリボン、レンは半袖で細身の黄色のネクタイをしている。下衣に関しては、リンは灰色のホットパンツのものの丈は短め、又、レンは黒色の半ズボンのものの丈は長め。リンの左足とレンの右足のシューズにはスピーカーが付いている。リンの左肩には「02」の数字と「Kagamine Rin」の文字が書かれている。レンの肩は服に隠れているが、リンと同様に「02」とキャラクター名が書かれているという。公式イラストの一つでレンが背負っている物はキーボード。
『鏡音リン・レン act2』へのアップデートの際には若干デザインが変更され、リンの肩の数字の下に「ACT2」の文字が加えられたほか、上着の裾や袖のデザインが変更された。『鏡音リン・レン・アペンド』のパッケージではオサムのデザインによる新コスチュームのイラストが用いられている。

## 主役企画
鏡音リン・レンのメディア展開は、下記の3種に大別される。
- 初音ミクのメディア展開（イベント - ゲーム - 書籍 - 音楽）
- ピアプロキャラクターズのメディア展開（全員もしくは複数人が主役の企画）
- 鏡音リン・レンの主役企画

なお、ソーシャル媒体での公式アカウントは初音ミク名義である。

### プロジェクト
鏡音リン・レン Happy 14th Birthday
クリプトン社が主催するリン・レンの14周年企画。2022年に設定年齢と同じ14歳を迎えるリン・レンが14年間歩んできた軌跡を振り返りながら、「創作の輪」がさらに大きく広がっていく未来を願い、初のオンリーライブや書籍、グッズ、ポップアップストアなど様々な企画を実施。

### イベント
鏡音リン・レン Happy 14th Birthday Party「Two You☆★」
2022年7月7日・8日に実施されたリン・レンのファーストオンリーライブ。「鏡音リン・レンの2人(Two)からあなた(You)へ　感謝を込めたファーストライブ」と紹介されている。会場は「豊洲PIT」で、7日の昼公演は「RIN PARTY」、8日の昼公演は「LEN PARTY」、両日夜公演は「RIN&LEN PARTY」として一部異なるセットリストで行われた。

### KarenTによる配信
権利元であるクリプトン・フューチャー・メディアのレーベル「KarenT」により、iTunes Store、AmazonMP3、moraなどでリン・レンを用いた楽曲コンテンツが販売されている。
- 鏡音リン：2024年6月現在、曲数は1880曲、収録アルバムは710枚にのぼる（KarenT公式サイトの表示数より）。
- 鏡音レン：2024年6月現在、曲数は1340曲、収録アルバムは510枚にのぼる（KarenT公式サイトの表示数より）。

### 模型
フィギュア、プラモデル、ドール（※初音ミクシリーズ、ピアプロキャラクターズとして展開されたものも記載する）。
- 絵梦（エモン）トイズ
  - トレーディングミニフィギュア
- KADOKAWA
  - 「摔倒的初音未来」シリーズ
- グッドスマイルカンパニー
  - スケール（1/8）
  - ねんどろいどシリーズ（通常、ぷらす、ぷち、どーる、Swacchao！、さぷらいず）
  - どうぶつチャームストラップ
  - ポケマケット
  - POP UP PARADE
  - HELLO! GOOD SMILE
  - Huggy Good Smile
  - あかたんず
- グルーヴ
  - Pullip
- セガ
  - セガプライズ
- ストロンガー
  - 「初音ミク ～花色衣～」シリーズ
- タイトー
  - プライズ
- タカラトミー
  - とびこれ！！
  - こえだらいず
  - 肩ズンFig.
  - すってんころりんフィギュア
  - Hide ＆ Seek かくれんぼフィギュア
  - ポッピンスプリンクル
- バンダイナムコグループ
  - 初音ミクスイング
  - プライズ（バンプレスト）
  - デスクトップシンガー
  - SNOW MIKU COLLECTION
- ピーエルエム
  - ［BINIVINI BABY］SOFT VINYL FIGURE
- プライム１スタジオ
  - キュ―ティ1プラス
  - PRISMA WING
- フリーイング
  - スケール（1/8、1/12）
- フリュー
  - プライズ
- ボークス
  - モエコレPLUS
  - ドルフィー・ドリーム
- HOBBY MAX
  - スケール（1/7）
- マックスファクトリー
  - スケール（1/7、1/8）
  - figma
- リーメント
  - 初音ミクシリーズ
  - petadoll

### ゲーム・アニメ
2025年時点で鏡音リン・レンを主役に据えたアニメ・ゲーム作品は存在せず、初音ミク主演作品での登場、もしくは外部作品とのコラボのみ展開されている。

### 漫画
誰でもいいから付き合いたい（原作：卓球少年、作画：夢乃ハルカ、出版：PHP研究所）
卓球少年が鏡音レンを用いて発表した楽曲「誰でもいいから付き合いたい」を元にした漫画。2014年4月発売。
狐ノ嫁入リ（原案：OSTER project、漫画：佐藤夕子、出版：KADOKAWA/アスキー・メディアワークス）
OSTER projectが鏡音リンを用いて発表した楽曲「狐ノ嫁入リ」を元にした漫画。2014年5月より『MIKU-Pack』で漫画が連載された。単行本は全2巻。
夢喰い白黒バク（原案：Nem、漫画：吉乃そら、出版：KADOKAWA/アスキー・メディアワークス）
Nemが鏡音レンを用いて発表した楽曲「夢喰い白黒バク」を元にした漫画。2014年5月より『MIKU-Pack』で漫画が連載され、単行本は既刊2巻が発売されている。
竹取オーバーナイトセンセーション（原作：HoneyWorks、漫画：モゲラッタ（HoneyWorks）、出版：一迅社）
HoneyWorksが鏡音リン・ 鏡音レンを用いて発表した楽曲「竹取オーバーナイトセンセーション」を元にした漫画。2014年8月より『コミックZERO-SUM』で漫画が連載されている。単行本は全3巻。小説版が全1巻発売。
メランコリック（原作：Junky、著：ココロ直、出版：PHP研究所）
Junkyが鏡音リンを用いて発表した楽曲「メランコリック」を元にした漫画。初音ミクをモデルにしたキャラクター「MIKU」が登場する。2014年5月発売。KADOKAWA/アスキー・メディアワークスの『MIKU-Pack』で漫画が連載されている。2014年5月に発売の原作・タイトルの同じ小説版もあるが、本漫画とは関連はない。

### 小説
「悪ノ娘」ノベルシリーズ・「悪ノ大罪」シリーズ（作：悪ノP（mothy）、出版：PHP研究所）
mothy_悪ノPが手掛ける七つの大罪をモチーフにした「悪ノ大罪シリーズ」の各楽曲を原作として、ボカロ小説の先駆ともされる。小説においても鏡音リン・レンをモチーフとする人物は各作品に登場するが、鏡音リンの代表例は「リリアンヌ＝ルシフェン＝ドートゥリシュ」、鏡音レンの代表例は「アレン＝アヴァドニア」である。両シリーズを併せて2010年から2017年に発売され、全12巻。
鏡音リンが用いられた「傲慢」にあたる楽曲「悪ノ娘」を原作とし、上記リリアンヌのモチーフともなった影響から、両シリーズでの鏡音リンモチーフの人物は、「傲慢の悪魔」との契約者や関連人物として登場することが多い。また、鏡音レンが用いられた楽曲「悪ノ召使」を原作とし、上記アレンのモチーフともなった影響から、両シリーズでの鏡音レンモチーフの人物は、リリアンヌとの関連性もあって「イレギュラー」として登場することが多い。
ココロ（原作：トラボルタ、著：石沢克宜、出版：PHP研究所）
トラボルタが鏡音リン・レンを用いて発表した楽曲を元にした小説。鏡音リン・レンをモデルにしたキャラクターが登場する。ココロの舞台作品の脚本・演出を手がけた石沢克宜による執筆。2012年4月から2014年6月まで全3巻発売。
囚人と紙飛行機（作：猫口眠@囚人P、出版：PHP研究所）
猫口眠@囚人Pが鏡音リン・レンを用いて発表した曲「囚人」および「紙飛行機」の小説化。鏡音レンをモデルにした「420番」、鏡音リンをモデルにした「柵の向こうの少女」が登場する。2012年5月から2015年1月までに全5巻発売。シリーズ続編の囚人と前後史曲が2016年6月に発売。また、コミカライズがメディアファクトリーの月刊コミックジーンで連載された。
秘蜜〜黒の誓い〜（作：ひとしずくP、出版：PHP研究所）
ひとしずくPが鏡音リン・レンを用いて発表した曲「秘蜜〜黒の誓い〜」の小説化。鏡音リン・レンをモデルにしたキャラクターが登場する。2012年9月に発売。
Fire◎Flower（原作・原案：halyosy、著：藤田遼・スタジオ・ハードデラックス、雨宮ひとみ、出版：PHP研究所）
halyosy（森晴義）が鏡音レンを用いて発表した曲「Fire◎Flower」の小説化。「桜ノ雨」のスピンオフで、そちらでは脇役だが、Fire◎Flowerにて主役。鏡音リンをモデルにした「鈴」、鏡音レンをモデルにした「蓮」が登場する。2013年8月から2015年3月までに全2巻発売。
スキキライ（原案：HoneyWorks、著：藤谷燈子、出版：角川書店）
HoneyWorksが鏡音リン・レンを用いて発表した楽曲「スキキライ」「泣キ虫カレシ」「ハジマリノサヨナラ」を元にした小説。鏡音リンをモデルにした「音崎鈴」、鏡音レンをモデルにした「加賀美蓮」が登場する。2013年10月発売。
先生と少女騒動（原案：マイナスP・ワンダフル☆オポチュニティ!、著：美雨季、出版：KADOKAWA/角川書店）
ワンダフル☆オポチュニティ!が鏡音リン・レンを用いて発表した楽曲「先生と少女騒動」を元にした小説。鏡音リンをモデルにしたキャラクター「加々峯リン」、鏡音レンをモデルにしたキャラクター「鏡音レン」が登場する。2013年12月に発売。
メランコリック（原案：Junky、著：ココロ直、出版：PHP研究所）
Junkyが鏡音リンを用いて発表した楽曲「メランコリック」を元にした小説。鏡音リンをモデルにしたキャラクター「鏡音燐」、鏡音レンをモデルにしたキャラクター「鏡音廉」が登場する。2014年5月から2015年5月までに全2巻発売。2014年11月に発売の原作・タイトルの同じ漫画版もあるが、本小説とは関連はない。
ナゾカケ（著：ひなた春花、出版：ポプラ社）
ひなた春花が鏡音リンを用いて発表した楽曲「ナゾトキ」「ナゾカケ」を元にした小説。鏡音リン・レンをモデルにしたキャラクターが登場する。2014年7月発売。
伝説の魔女（協力：トラボルタ、著：美波蓮、ポプラ社）
トラボルタが鏡音リンを用いて発表した楽曲「伝説の魔女」を元にした小説。鏡音リン・レンをモデルにしたキャラクターが登場する。2014年10月発売。
怪盗ピーター&ジェニイ（著：Nem、出版：一迅社）
Nemが鏡音リン・鏡音レンを用いて発表した楽曲「怪盗ピーター&ジェニイ」の小説。鏡音リン・鏡音レンをモデルにした「怪盗ピーター&ジェニイ」が登場する。2015年2月発売。
アマツキツネ（原作・著：まらしぃ、出版：PHP研究所）
まらしぃが鏡音リンAppendを用いて発表された楽曲「アマツキツネ」を元にした小説。鏡音リン・レンをモデルにしたキャラクターが登場する。2015年2月発売。
リモコン（原作：じーざすP、著：石沢克宜、出版：PHP研究所）
じーざすPが鏡音リン・鏡音レンを用いて発表した楽曲「リモコン」を元にした小説。鏡音リンをモデルにした「リン」、鏡音レンをモデルにしたキャラクター「レン」が登場する。2015年4月に発売。
からくり卍ばーすと（作：ひとしずくP、出版：PHP研究所）
ひとしずくPが鏡音リンAppend・レンAppendを用いて発表した曲「からくり卍ばーすと」の小説化。鏡音リンをモデルにしたキャラクター「凛」、鏡音レンをモデルにしたキャラクター「蓮」が登場する。上巻が2015年11月、下巻が12月に発売。
ミスルトウ（箸：ひとしずくP、出版社：booklista（電子書籍）・一迅社）
ひとしずくPとやま△が鏡音リン・レンを用いて発表した楽曲「ミスルトウ～魂の宿り木～」「ミスルトウ～転生の宿り木～」を元にした小説。鏡音リン・鏡音レンをモデルにしたキャラクターが登場する。楽曲を収録したアルバムCDの初回限定ノベル同梱盤に付属した小説だったが、後に電子書籍として単独で2016年2月に発売、これの続編が紙媒体で2016年3月発売。

### 音楽CD
| タイトル                                                 | クリエイター                              | キャラクター           | 初版発売日     | レーベル           |
| -------------------------------------------------------- | ----------------------------------------- | ---------------------- | -------------- | ------------------ |
| 悪ノ王国 〜Evils Kingdom〜                               | mothy_悪ノP feat.鏡音リン、鏡音レン       | 全員、他               | 2010年12月22日 | EXIT TUNES         |
| EXIT TUNES PRESENTS Vocalogemini feat.鏡音リン、鏡音レン | オムニバス                                | ミク、リン、レン、ルカ | 2012年4月4日   | EXIT TUNES         |
| Rink                                                     | Junky×鏡音リン                            | リン                   | 2012年12月19日 | EXIT TUNES         |
| EndlessroLL                                              | ひとしずく×やま△ feat. 鏡音リン、鏡音レン | 全員、他               | 2012年12月19日 | EXIT TUNES         |
| THE YELLOW TRACKS                                        | ライブP feat. 鏡音リン                    | リン                   | 2012年12月19日 | EXIT TUNES         |
| ハウトゥー世界征服                                       | Neru feat. 鏡音リン、鏡音レン             | リン・レン             | 2012年12月19日 | EXIT TUNES         |
| 七つの罪と罰                                             | mothy_悪ノP feat.鏡音リン、鏡音レン       | 全員、他               | 2015年2月25日  | Warner Music Japan |
| ミスルトウ〜神々の宿り木〜                               | ひとしずく×やま△ feat. 鏡音リン、鏡音レン | 全員、他               | 2015年9月30日  | Warner Music Japan |

### その他のタイアップ・コラボレーション
MOLAレオパレス Z
2008年、SUPER GTレースのGT300クラスに参戦しているMOLAの車両「MOLA レオパレス Z」（ベース車両は日産・フェアレディZ）がシリーズ最終戦となる富士スピードウェイで11月8日〜9日に行われた第9戦に参戦した際、「最終戦スペシャルカラー」としてボンネットや車体側面に鏡音リン・レンの姿を描いて出走した。激戦を制して第6位でゴールしこの結果によって同チームは2008年のSUPER GTにおけるドライバーズタイトル、チームタイトルでチャンピオンを獲得した。
鏡音リン・レン feat. 下田麻美『Prism』
鏡音リン・レンのサンプリング音声を担当した下田麻美の歌う、鏡音リン・レンを用いて発表された楽曲のカバーを収録したアルバム。鏡音リン・レン発売1周年を記念して2008年12月27日から2009年2月2日にクリプトンの運営するコンテンツ投稿サイトピアプロで行われた、鏡音リン・レンの曲を下田麻美がカバーするという公募企画が発端となっている。ユニバーサルミュージックより2009年6月10日に発売された。
NIJISANJI EN 『LazuLight』4周年記念ライブ【4EVER #LAZULIVE】
2025年5月18日(日本時間)、鏡音レンがNIJISANJI ENのユニット「LazuLight」（エリーラ ペンドラ＆フィナーナ 竜宮）の4周年記念ライブにサプライズ出演。ピアプロキャラクターズとにじさんじ系列のコラボは、初音ミクが出演したアイク・イーヴランドの3Dお披露目配信に続き2例目となる。

## 備考
- ネット上では発売に前後して鏡音リン・レンに初音ミクのネギ（初音ミク#初音ミクとネギを参照）のような定番アイテムを組み合わせることが模索され[30][31]、髪と同じ色ということで「黄色い野菜・果物」が組み合わされると予想されていたとされるが[31]、予想と異なり実際に組み合わせとしてファンの間で広まったのは「ロードローラー」だった[31][32]。これは発売前にニコニコ動画に投稿された『【動画】初音ミク「すいません・・・、鏡音リンを予約したいのですが・・・」』という動画が発端とされている。この動画では鏡音リンのアイテムについて髪の色が同じというだけの理由でロードローラーを指定しており、そのインパクトが受けたためと言われる[31][33]。